# Kitchener's Army

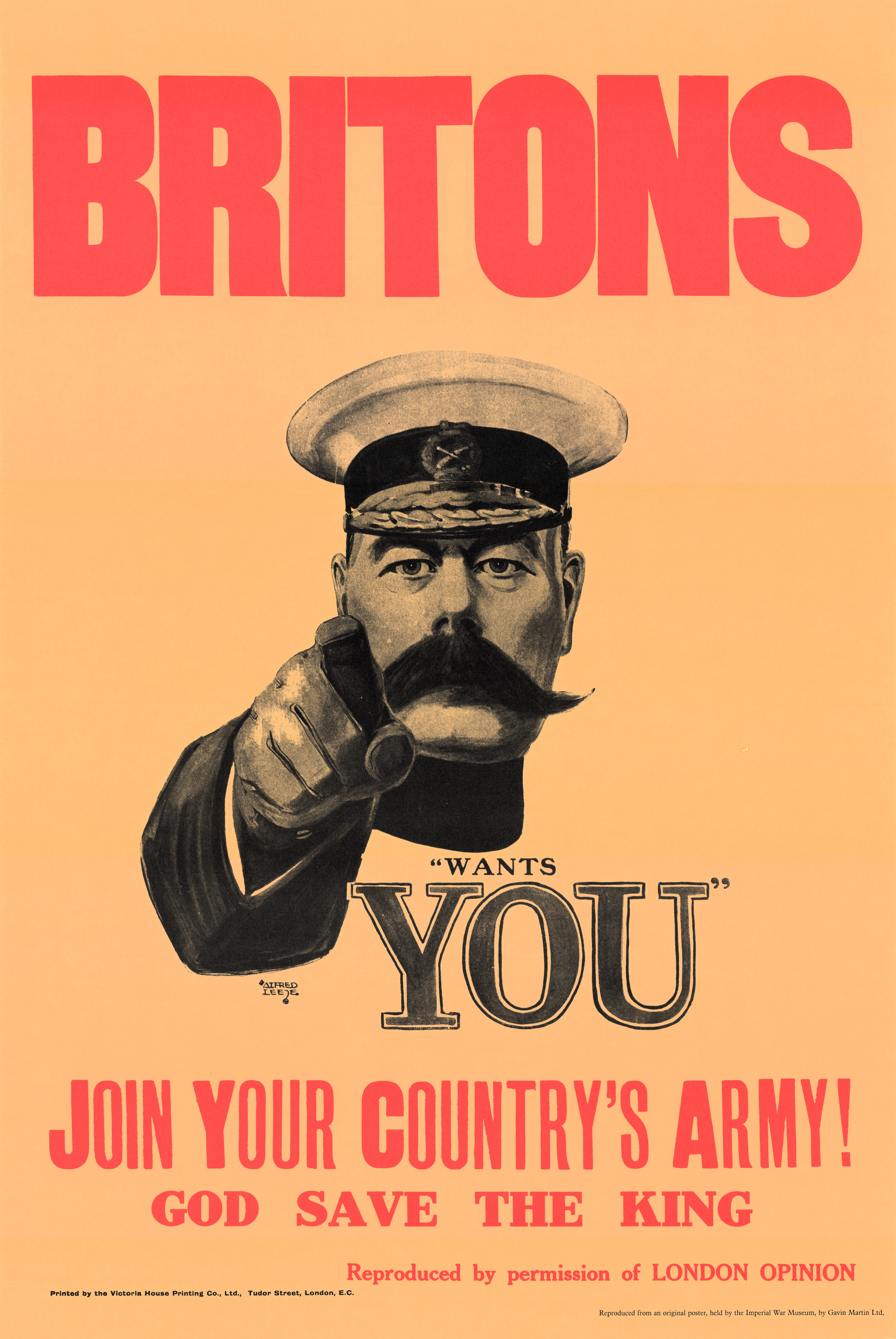
Affiche de recrutement à l'effigie de Kitchener.

La Kitchener's Army, aussi connue sous le nom de la nouvelle armée (new Army) était une armée entièrement composée d'engagés volontaires formée au Royaume-Uni à partir de 1914 à la suite du déclenchement de la Première Guerre mondiale vers la fin du mois de juillet 1914. A ce point, la conscription n'existait pas, la service militaire était saisi que par des engagements volontaires.
Cette armée est née sur l'initiative d'Herbert Kitchener, alors secrétaire d'État à la Guerre. L'intention initiale de Kitchener était de préparer l'armée pour un déploiement en 1917, mais les circonstances obligent les troupes à se préparer à une mobilisation immédiate dès 1914. L'armée effectue sa première action majeure lors de la bataille de Loos vers le mois de septembre et octobre 1915.
Les bataillons de marche de fantassins sont marqués comme des "service battalions" pour indiquer une service limitée à la fin de la guerre.